# ورم المنسجات الطفحي المتعمم
ورم المنسجات الطفحي المتعمم (بالإنجليزية: Generalized eruptive histiocytoma)  «يعرف أيضا بورم المنسجات الطفحي»  هو مرض جلدي طفحي  نادر يتميز بالانتشار الواسع للحمامى ومن علاماته الأساسية الحطاطات، يظهر الطفح بشكل خاص في جذع الجسم والأطراف العلوية.